# Leopoldo Federico
Leopoldo Federico (Buenos Aires, 12 de gener de 1927 - Buenos Aires, 28 de desembre de 2014) fou un director d'orquestra, compositor i bandoneonista argentí.

## Biografia
Federico va començar a tocar de molt jove. Als 17 anys ja interpretava el bandoneó al cabaret Tabarís de Buenos Aires. Més tard tocà a les orquestres de Carlos Di Sarli, Ástor Piazzolla, Horacio Salgán i Mariano Mores. Va dirigir l'Orquesta Estable de Radio Belgrano durant més d'una dècada i el 1958 en va formar una de pròpia, amb la qual va tocar fins que es va morir, malgrat que els últims anys de vida tenia dificultats per caminar. Com a compositor, destaquen les obres Que me juzgue Dios, Cabulero i Al galope. Va rebre nombrosos premis, entre els quals el Gardel a la trajectòria, el Grammy llatí en dues ocasions i el Premio Senador Domingo Faustino Sarmiento que atorga la Cambra Alta del Congrés argentí. El 2002 el van declarar ciutadà il·lustre de Buenos Aires.